# ウィリアム・ゴア＝ラントン (1824-1873)
ウィリアム・ヘンリー・ポウェル・ゴア＝ラントン（英: William Henry Powell Gore-Langton、1824年7月25日 – 1873年12月11日）は、イギリスの政治家。保守党に所属し、庶民院議員を務めた。

## 生涯
ウィリアム・ゴア＝ラントン（William Gore-Langton、1787年 – 1847年以前、ウィリアム・ゴア＝ラントンの息子）と妻ジャシンタ・フランシス・ドロシア（Jacintha Frances Dorothea、1827年3月26日没、ヘンリー・ポウェル・コリンズの娘）の息子として、1824年7月25日に生まれた。1841年10月20日にオックスフォード大学クライスト・チャーチに入学、1848年にB.A.、1849年にM.A.の学位を修得した。
1846年6月9日、ロンドンでアンナ・イライザ・メアリー・テンプル＝ニュージェント＝ブリッジス＝シャンドス＝グレンヴィル（1820年2月 – 1879年2月3日、第2代バッキンガム＝シャンドス公爵リチャード・テンプル＝ニュージェント＝ブリッジス＝シャンドス＝グレンヴィルの娘）と結婚、3男2女をもうけた。
- ウィリアム・スティーブン（英語版）（1847年5月11日 – 1902年3月28日） - 第4代ストーのテンプル伯爵[6]
- ヘンリー・ポウェル（1854年12月14日 – 1913年8月13日） - 1878年9月5日、マルグリット・ルーシー・マグレガー（Marguerite Lucy MacGregor、1915年10月8日没、R・ガスリー・マグレガーの娘）と結婚、子供あり[2]
- エドワード・グレンヴィル（1858年5月16日 – 1936年3月16日[7]） - 1888年6月23日、フローレンス・エミリー・マレー・オリファント＝マレー（Florence Emily Murray Oliphant-Murray、1902年12月24日没、第9代エリバンク卿アレグザンダー・オリファント＝マレーの娘）と結婚、子供あり[2]
- メアリー・ジェーン（1923年5月9日没） - 1872年10月1日、ヘンリー・ミルズ・スクライン（Henry Mills Skrine、1915年3月7日没）と結婚、子供あり[2]
- フランシス・アン（1907年7月5日没） - 1879年12月18日、ヘンリー・グリブル・ターナー（Henry Gribble Turner、1920年2月15日没）と結婚[2]

1851年4月、保守党候補としてウェスト・サマセット選挙区の補欠選挙に出馬、無投票で当選した。1852年と1857年の総選挙でも無投票で再選した。1859年の総選挙には出馬しなかったが、1863年の補欠選挙で再び無投票で当選、1865年と1868年の総選挙において無投票で再選した。2度目の議員期では第2回選挙法改正において、ジョン・ステュアート・ミルが提出したとき女性参政権を認める改正案に賛成した。
1873年12月11日に死去した。